# Danis lampros
Danis lampros är en fjärilsart som beskrevs av Druce 1897. Danis lampros ingår i släktet Danis och familjen juvelvingar. Inga underarter finns listade i Catalogue of Life.